# Občina Črnomelj
Občina Črnomelj je ena od občin v Republiki Sloveniji, največja v Beli krajini s preko 14.000 prebivalci. Občina meji na občine Kočevje, Semič in Metlika, na reki Kolpi pa meji na republiko Hrvaško. Središče občine je mesto Črnomelj. 

## Zgodovina
Ozemlje Črnomlja je bilo v terezijanski in jožefinski dobi vključeno v novomeško okrožje in združeno v sekciji Krupa. Ta je bila še nadaljnje razdeljena na okrajni gospostvi Poljane in Krupa, ki sta imeli sedež v istoimenskih gradovih. Gospostva so bila razdeljena na posamezne občine. Občina Črnomelj je skupaj z občino Metlika, Drašiči, Gradac, Semič, Pobrežje in Vrh spadala pod gospostvo Krupa. Te glavne občine so se nadaljnje delile še na pod-občine, katerih je bilo 45.
Po letu 1849 so sekcijo Krupa preimenovali v okrajno glavarstvo Črnomelj, ki je imelo sedež v Črnomlju. Sedeža okrajnih gospostev pa sta se premaknila iz Krupe v Metliko in iz Poljan v Črnomelj. Z novo ustavno ureditvijo so se oblikovale tudi nove občine. V okraju Črnomelj, je bilo skupno 21 občin: Adlešiči, Butoraj, Čeplje, Črnomelj, Dobliče, Dol, Dolenja Podgora, Griblje, Kot, Loka, Obrh, Petrova vas, Planina, Radenci, Stari trg, Tanča gora, Talčji vrh, Tribuče, Vinica, Vinji vrh in Vrh. Takšna upravna ureditev je ostala vse do prve svetovne vojne. Po njej so leta 1929 okrajno glavarstvo v Črnomlju preimenovali v srez Črnomelj, ki je bil dodeljen Savski banovini.
Med leti 1816 do 1848, je torej okraj Črnomelj spadal pod Novomeško okrožje, sedež tega okrožja je bilo Novo mesto. Črnomelj pa je v tem času obstajal tudi kot občina. Z oktroirano marčno ustavo leta 1848 je občina postala temelj nove upravne ureditve – samostojna in samoupravna prvostopenjska oblast. Izvajanje nalog države je bilo takrat organizirano v okviru okrajnih glavarstev, višja stopnja upravne oblasti pa je bilo okrožje – torej okrožja so bila nad okraji. Z letom 1868 so obnovili okrajna glavarstva kot edine deželnoknežje organe lokalne splošne uprave. Tako je Črnomelj po letu 1868 postal političen okraj.
Sicer pa je občina Črnomelj spadala v deželo Kranjsko, ki je imela leta 1854 kar 501 občin – statutarna občina je bila Ljubljana. Okraj Črnomelj je leta 1854 obsegal občine: Adlešiči, Butoraj, Čeplje, Črnomelj, Dobliče, Dol, Dolenja Podgora, Golek, Griblje, Kot, Loka, Mavrlen, Obrh, Petrova vas, Planina, Predgrad, Preloka, Radenci, Talčji vrh, Tanča gora, Tribuče, Vinica, Vinji vrh, Vrh. Povprečno število prebivalcev leta 1854 pa je bilo 20.825.
Leta 1869 je imela občina Črnomelj 21.684 prebivalcev ali v povprečju 44,4 ljudi na km2. V nadaljnjih letih je število upadlo, in sicer do leta 1880 za 231 prebivalcev, v naslednjem letu za 669 in do leta 1900 še za 1689 ljudi. Ob štetju prebivalcev leta 1910 se je število le teh še zmanjšalo, namreč za 1598 oseb. Opazimo lahko občutno zmanjšanje prebivalstva občine Črnomelj. Razlog, da je prišlo do takšnega upada prebivalstva, lahko najdemo v agrarno usmerjenem gospodarstvu. Zaradi slabe kraške zemlje in precej zastarelih obdelovalnih načinov je veliko družin ostalo lačnih. Problem pokrajine pa je bila tudi odmaknjenost od večjih industrijskih središč in prometnih zvez. Torej ljudje so se predvsem preživljali s kmetijstvom, nekateri tudi z vinogradništvom. Druge možnosti pravzaprav niso imeli, saj ni bilo industrijskih obratov, ki bi omogočali številčnejšo zaposlitev. Problem so bile tudi trtne bolezni, ki so v 80. letih 19. stoletja skoraj popolnoma uničile belokranjske vinograde. Ljudje so bili tako prisiljeni, da so si poiskali zaslužek zunaj Bele krajine.
Obdobje med obema vojnama
Leta 1921 je bilo na območju sedanje Slovenija 1.073 občin. Okraj Črnomelj je imel 23.828 prebivalcev, zajemal pa je nadaljnje občine: Adlešiči (966 prebivalcev), Božjakovo (925 prebivalcev), Butoraj (293 prebivalcev), Čeplje (296 prebivalcev), Črešnjevec (553 prebivalcev), Črnomelj (1.009 prebivalcev), Dobliče (762 prebivalcev), Dol (165 prebivalcev), Dragatuš (1.014 prebivalcev), Drašiči (505 prebivalcev), Gradec (613 prebivalcev), Griblje (435 prebivalcev), Kot (478 prebivalcev), Loka (768 prebivalcev), Lokvica (602 prebivalcev), Metlika (1.366 prebivalcev), Petrova Vas (402 prebivalcev), Planina (318 prebivalcev), Podgora (186 prebivalcev), Podzemelj (1.409 prebivalcev), Radenci (302 prebivalcev), Radovica (935 prebivalcev), Semič (1.935 prebivalcev), Sinji Vrh (587 prebivalcev), Stari Trg (826 prebivalcev), Suhor (1.360 prebivalcev), Talčji Vrh (671 prebivalcev), Tanča Gora (566 prebivalcev), Tribuče (492 prebivalcev), Vinica (2.743 prebivalcev), Vinji Vrh (346 prebivalcev).
V 30. letih 20. stoletja so bile v Kraljevini Jugoslaviji ustanovljene banovine. Dravska banovina s sedežem v Ljubljani je v oktobru leta 1929 odpravila delitev slovenskega ozemlja v Jugoslaviji. Takrat je bila Bela krajina s takratnima okrajema Črnomelj in Metlika dodeljena Savski banovini s sedežem v Zagrebu. Šele leta 1931 je okraj Črnomelj postal sestavni del Dravske banovine – takrat se je imenoval srez.
Stanje po drugi svetovni vojni
Med drugo svetovno vojno je Črnomelj prišel pod oblast Italije, namreč italijanski okupator je zasedel in priključil k Italiji v celoti ali deloma 103 občin prejšnje Dravske banovine ter jih oblikoval v mestno občino ljubljansko in pet okrajev s 94 občinami. Eden izmed teh okrajev je bil tudi Črnomelj. Glede lokalne samouprave je pomembno opozoriti na narodnoosvobodilne odbore, ki so bili temeljna organizacijska oblika za mobilizacijo in podporo ljudstva narodnoosvobodilnem gibanju, ljudski odbori pa so bili po osvoboditvi najvažnejši organizator in nosilec naporov za izgradnjo nove države. Specifičnost Slovenskega ozemlja in slovenske ljudske oblasti pa so bili terenski odbori OF (osvobodilne fronte), ki so nastali še v času, ko še ni bilo osvobojenega ozemlja. 15. maja 1944 je predsedstvo SNOS-a izdalo odlok o novi upravno-teritorialni razdelitvi Bele krajine in sicer na štiri okraje: črnomaljski, metliški, semiški in viniški, s 139 krajevnimi enotami. Nova razdelitev je omogočala boljše zaposlovanje političnega, upravnega in gospodarskega kadra, vodenje boljše gospodarske politike in uvajanje boljših organizacijskih oblik od dotedanjih. Za okrožno vodstvo v Črnomlju pa je to pomenilo veliko razbremenitev.
Prvi zakon, ki je v Sloveniji po 2. svetovni vojni urejal vprašanje teritorialne razdelitve oziroma členitve, je bil Zakon o upravni razdelitvi federalne Slovenije – septembra 1945. Ozemlje Slovenije je bilo razdeljeno na 5 okrožij, ta okrožja pa so bila nato še nadaljnje razdeljena na okraje, ki so bili še nadaljnje razdeljeni na kraje. Črnomelj kot okraj je spadal v Novomeško okrožje, skupaj s Kočevjem, Krškim, Novim mestom in Trebnjem. Skupno v vseh okrajih je bilo 436 krajev.
Z letom 1952 je bil sprejet Zakon o razdelitvi Ljudske republike Slovenije na mesta, okraje in občine, kar je prineslo pomembne spremembe v teritorialni razdelitvi Slovenije. Kot mesta so bila opredeljena: glavno mesto Ljubljana, Maribor in Celje. Okrajev je bilo 19, vseh občin v Sloveniji pa 386, med katerimi so nekatere imel status mestne občine. Črnomelj je bil še vedno okraj, znotraj njega pa je bilo 8 občin: znotraj okraja, je bil Črnomelj postavljen še kot mestna občina, ki je takrat štela 5.601 prebivalcev. Leta 1955 pa Črnomelj ni bil več okraj, ampak je kot občina Črnomelj (s 12.600 prebivalci) spadal v okraj Novo mesto.
Ustava iz leta 1974 je krajevno skupnost postavila kot enega od temeljev socialističnega samoupravljanja. Po ustavnih določbah so imeli delovni ljudje in občani v naselju pravico in dolžnost, da so se za uresničevanje določenih skupnih interesov in potreb organizirali v krajevno skupnost. V takratni Socialistični republiki Sloveniji je bilo v letu 1974 okoli 1.050 krajevnih skupnosti. V občini Črnomelj je bilo skupno 14 krajevnih skupnosti: Adlešiči, Butoraj, Dobliče – Kanižarica, Dragatuš, Griblje, Griček, Heroja Starihe, Loka, Petrova vas, Semič, Stari trg, Talčji vrh, Tribuče, Vinica.
Po osamosvojitvi
Po osamosvojitvi in nastanku Republike Slovenije je Črnomelj postal občina. Leta 1993 je imela 18.463 prebivalcev, obsegala je 487 km2. Med leti 1994 do 1998 je občina Črnomelj štela 14.771 prebivalcev ter obsegala 340 km2 površine. Leta 1998 je občina Črnomelj štela 14.930 prebivalcev, po površini pa je obsegala 340 km2.

## Občina danes
Občina Črnomelj se nahaja na skrajnem JV Slovenije z najjužnejšo točko države v vasi Kot v Krajevni skupnosti Sinji vrh. Obsega 339,9 km2 površine kar predstavlja preko 50% vse Bele krajine, zato je občina Črnomelj tudi največja občina v Beli krajini. Občina šteje nekaj manj kot 15.000 prebivalcev in sodi tako po površini kot po številu prebivalcev med večje slovenske občine. V občini je 122 naselij v 13-ih krajevnih skupnostih (Adlešiči, Butoraj, Črnomelj, Dobliče, Dragatuš, Griblje, Kanižarica, Petrova vas, Sinji Vrh, Stari trg ob Kolpi, Talčji Vrh, Tribuče, Vinica).
Grb občine Črnomelj je grb mesta Črnomelj. Ima obliko ščita črne barve, ki je obrobljen z rdečo črto. V sredini ščita je grajski stolp z vratno odprtino, tremi širokimi okni v nadstropju in štirimi cinami na vrhu. Stolp je rdeče barve. Osnova za figuro stolpa je stolp iz pečata mesta Črnomelj iz leta 1587. Zastava občine je zelo belo zelena, z grbom v sredini.
Zdravstvena oskrba je občanom Črnomlja zagotovljena s strani Zdravstvenega doma Črnomelj.
V občini je poskrbljeno za osnovnošolsko in srednješolsko izobraževanje, tudi za otroke s posebnimi potrebami. Osnovne šole so naslednje: Osnovna šola Loka, Osnovna šola Mirana Jarca, Osnovna šola Milke-Šobar Nataše, Osnovna šola Komandanta Staneta Dragatuš ter Osnovna šola Vinica. Srednja šola pa je le ena in sicer Srednja šola Črnomelj, ki izvaja več izobraževalnih programov: gimnazija, strojni tehnik ter oblikovalec kovin. V preteklosti se je izvajal tudi izobraževalni program za ekonomskega tehnika, a se je zaradi premajhnega števila vpisanih, ta program ukinil.
Občina je dejavna tudi na kulturnem področju, kjer je v zadnjih letih predvsem poudarek na mladinskem ustvarjanju. K temu pomembno prispeva delovanje Kluba belokranjskih študentov ter Mladinskega centra – BIT.

## Krajevne skupnosti
V občini so naslednje krajevne skupnosti: Adlešiči, Butoraj, Črnomelj, Dobliče, Kanižarica, Dragatuš, Griblje, Petrova vas, Sinji Vrh, Stari trg ob Kolpi, Talčji Vrh, Tribuče in Vinica.

## Naselja v občini
Adlešiči, Balkovci, Bedenj, Belčji Vrh, Bistrica, Blatnik pri Črnomlju, Bojanci, Brdarci, Breg pri Sinjem Vrhu, Breznik, Butoraj, Cerkvišče, Dalnje Njive, Damelj, Dečina, Desinec, Deskova vas, Dobliče, Doblička Gora, Dolenja Podgora, Dolenja vas pri Črnomlju, Dolenjci, Dolenji Radenci, Dolenji Suhor pri Vinici, Dolnja Paka, Draga pri Sinjem Vrhu, Dragatuš, Dragovanja vas, Dragoši, Drenovec, Drežnik, Črešnjevec pri Dragatušu, Črnomelj, Čudno selo, Fučkovci, Golek pri Vinici, Golek, Gorenja Podgora, Gorenjci pri Adlešičih, Gorenji Radenci, Gorica, Gornja Paka, Gornji Suhor pri Vinici, Griblje, Grič pri Dobličah, Hrast pri Vinici, Jankoviči, Jelševnik, Jerneja vas, Kanižarica, Knežina, Kot ob Kolpi, Kovača vas, Kovačji Grad, Kvasica, Lokve, Mala Lahinja, Mala sela, Mali Nerajec, Marindol, Mavrlen, Mihelja vas, Miklarji, Miliči, Močile, Naklo, Nova Lipa, Obrh pri Dragatušu, Ogulin, Otovec, Paunoviči, Perudina, Petrova vas, Pobrežje, Podklanec, Podlog, Prelesje, Preloka, Pribinci, Purga, Pusti Gradec, Rim, Rodine, Rožanec, Rožič Vrh, Ručetna vas, Sečje selo, Sela pri Dragatušu, Sela pri Otovcu, Sinji Vrh, Sodevci, Srednji Radenci, Stara Lipa, Stari trg ob Kolpi, Stražnji Vrh, Svibnik, Šipek, Špeharji, Talčji Vrh, Tanča Gora, Tribuče, Tušev Dol, Učakovci, Velika Lahinja, Velika sela, Veliki Nerajec, Vinica, Vojna vas, Vranoviči, Vrhovci, Vukovci, Zagozdac, Zajčji Vrh, Zapudje, Zastava, Zilje, Zorenci, Žuniči

## Prebivalstvo
Ob popisu leta 2001 je bila slovenščina materni jezik 12486 (85,6 %) občanom, hrvaščina 913 (6,3 %) osebam, srbohrvaščina 331 (2,3 %) osebam, romščina 192 (1,3 %) osebam, bosanščina pa 177(1,2 %) osebam. Neznano je za 293 (2%) oseb. 9439 ali 64,7 % je rimo-katoličanov.

## Galerija
- Šokčev dvor v Žuničih